# Tu ne nous quittes pas (Bachelet chante Brel)
Albums de Pierre Bachelet
Une autre lumière 30 ans
Tu ne nous quittes pas (Bachelet chante Brel) est le 13e album studio de Pierre Bachelet, sorti le 3 novembre 2003 sous le label Papa Bravo (Wagram Music). Il a été réalisé par Jean-Luc Spagnolo et Pierre Bachelet.
Album d'hommage à Jacques Brel, à qui il a été souvent comparé, Pierre Bachelet y reprend 11 chansons et un poème du chanteur belge. L'album commence par une chanson d'hommage écrite par Jean-Pierre Lang.

## Liste des titres
| No  | Titre                                                     | Paroles                        | Musique                         | Durée |
| --- | --------------------------------------------------------- | ------------------------------ | ------------------------------- | ----- |
| 1.  | Tu ne nous quittes pas                                    | Jean-Pierre Lang               | Pierre Bachelet                 |       |
| 2.  | La Quête                                                  | Joe Darion Adapt. Jacques Brel | Mitch Leigh                     |       |
| 3.  | Madeleine                                                 | Jacques Brel                   | Jacques Brel - Gérard Jouannest |       |
| 4.  | Le Plat Pays                                              | Jacques Brel                   | Jacques Brel                    |       |
| 5.  | La Chanson des vieux amants (en duo avec Patricia Grillo) | Jacques Brel                   | Jacques Brel - Gérard Jouannest |       |
| 6.  | Voir un ami pleurer                                       | Jacques Brel                   | Jacques Brel                    |       |
| 7.  | Heureux                                                   | Jacques Brel                   | Jacques Brel                    |       |
| 8.  | La Fanette                                                | Jacques Brel                   | Jacques Brel                    |       |
| 9.  | Orly                                                      | Jacques Brel                   | Jacques Brel                    |       |
| 10. | Ne me quitte pas                                          | Jacques Brel                   | Jacques Brel                    |       |
| 11. | Quand on n'a que l'amour (en duo avec Patricia Grillo)    | Jacques Brel                   | Jacques Brel                    |       |
| 12. | Le Bon Dieu                                               | Jacques Brel                   | Jacques Brel                    |       |
|     | Dites, si c'était vrai                                    | Jacques Brel                   |                                 |       |

## Classement
| Pays   | Meilleure position | Entrée           | Sortie          |
| ------ | ------------------ | ---------------- | --------------- |
| France | 143                | 16 novembre 2003 | 13 février 2005 |